# 4-Metoksyamfetamina
4-Metoksyamfetamina (PMA) – organiczny związek chemiczny, substancja psychoaktywna, o działaniu stymulującym, empatogennym i psychedelicznym, pochodna amfetaminy. Trudno jest ustalić bezpieczne dawkowanie PMA, gdyż nawet małe dawki mogą powodować niebezpieczne podwyższenie ciśnienia, przyspieszenie pulsu i hipertermię. PMA bywa rozprowadzane w pigułkach ecstasy, często w bardzo wysokich, niebezpiecznych dawkach. Substancja ta jest także inhibitorem MAO. 4-Metoksyamfetamina otrzymywana jest zwykle z anetolu, składnika zapachowego biedrzeńca anyżu i kopru.

Przeczytaj ostrzeżenie dotyczące informacji medycznych i pokrewnych zamieszczonych w Wikipedii.